# フェレンツィエク広場駅
座標: 北緯47度29分35.5秒 東経19度3分20.7秒 / 北緯47.493194度 東経19.055750度
フェレンツィエク広場駅（-ひろばえき）は、ハンガリー共和国ブダペスト県ブダペスト市5区に位置するブダペスト地下鉄3号線の駅である。

## 駅構造
- 島式ホーム1面2線を有す地下駅。
- 深さ27.7m地点に存在する。

## 駅周辺
- フェレンツィエク広場 - ブダ方面へのバスへの乗り継ぎが出来、ブダペストの地理的中心地にある広場

## 歴史
- 1976年12月31日 - フェルスザバデュラース広場駅（革新広場の意）として開業。
- 1990年 - 現駅名に改称。

## 隣の駅
ブダペスト地下鉄
■3号線
デアーク・フェレンツ広場駅 - フェレンツィエク広場駅 - カールヴィン広場駅